# Castellers de l'Adroc
Els Castellers de l'Adroc són una colla castellera fundada el 2017 a Sant Andreu de la Barca i Pallejà, a la comarca del Baix Llobregat. Vesteixen camisa de quadres negres i liles; fruit de la fusió de dos projectes que s'esdevenien a tots dos municipis. Els seus millors castells són el Pilar de 5, el 2 de 6,  el 5 de 6, el 4 de 6 amb l'agulla i el 3 de 6 amb l'agulla.
Entre els anys 1996 i 2006 ja van existir els Castellers de Sant Andreu de la Barca, que vestien el color negre i que van assolir castells com el 4 de 7 amb l'agulla. Entre els anys 2014 i 2015 van sorgir en paral·lel un projecte per reviure la colla de Sant Andreu i un altre per fundar-ne una a Pallejà. L'any 2016 acorden fusionar-se i agafen el nom d'Adroc per la Roca de Droc que es troba entre tots dos municipis.